# Сондецький округ
Сондецький округ — адміністративна одиниця Королівства Галичини і Лодомерії у складі Австрійської імперії.
Сондецький округ створений 1782 року. Існував до 1867 року, коли було скасовано округи і залишено лише повітовий адміністративний поділ (повіти виділені у складі округів у 1854 році).

## Географія
Сондецький округ межував на заході з Вадовіцьким, на півночі Бохенським , на сході з Ясельським, на півдні - з Угорщиною. 
В Сондецькому окрузі було 8 міст, 5 містечок та 387 сіл.

## Повіти
В 1860 р. до Сондецького округу передано з ліквідованого Ясельського округу повіти Горлиці й Біч. У 1867 році було 12 повітів:
- Новосондецький
- Старосондецький
- Чорнодунаєцький (адмін.центр - Чорний Дунаєць)
- Новотаргський (адмін.центр - Нови Тарґ)
- Мушинський
- Ґрибовський
- Цєнжковіцький
- Кросцєнський
- Лімановський
- Тимбаркський (адмін.центр - Тимбарк)
- Горліцький
- Бечський (адмін.центр - Беч)

Після адміністративної реформи кількість повітів було скорочено.